# Razarači klase Tátra
Tátra je bila klasa austrougarskih razarača.

## Povijest
U svibnju 1910. austrougarske pomorske vlasti zatražile su od četiri brodogradilišta ponude za gradnju razarača. Zbog političkih razloga, posao je dobilo mađarsko "Dunavsko brodogradilište" odnosno njihova podružnica u Kraljevici.
Prvih šest brodova: Tátra, Balaton, Csepel, Lika, Triglav i Orjen porinuti su tijekom 1912. i 1913. 28. svibnja 1914. potvrđena je gradnja dodatnih šest brodova, no zbog izbijanja Prvog svjetskog rata do toga nikad nije došlo.
Kako bi nadoknadili gubitak Like i Triglava koji su prosincu 1915. kod Drača naletjeli na mine, 1916. započeta je gradnja dodatna četiri razrača, tkz. "ersatz" (zamjenske) Tátre. Porinuti su kao: Triglav (II), Lika (II), Dukla i Uzskok. Zbog skorog završetka rata, potonji nisu puno djelovali te su 1920-te ustupljeni Italiji i Francuskoj.